# Antiklopmiddel
Een antiklopmiddel is een stof die de klopvastheid van benzine kan vergroten.
- Tetra-ethyllood is een zeer giftige chemische verbinding die in kleine hoeveelheden het octaangetal zeer sterk verhoogt. Tetra-ethyllood zorgde vanwege het grote benzinegebruik op een gegeven moment voor de grootste loodvervuiling van het milieu. Men is daarom rond 1990 overgeschakeld naar het gebruik van loodvrije benzine.
- Benzeen dat een natuurlijk onderdeel van benzine vormt, heeft een zeer grote klopvastheid en werd in de periode, nadat Tetra-ethyllood was verboden, in grotere hoeveelheid aan superbenzine toegevoegd. Men was echter bang voor de gezondheidsrisico's.
- De stof methyl-tert-butylether is ook niet onomstreden, maar wel minder gevaarlijk dan benzeen.
- 2-methoxy-2-methylbutaan, meestal tot TAME afgekort, van tert-amyl methyl ether, wordt als alternatief voor methyl-tert-butylether gebruikt.

Er zijn in de loop van de laatste jaren steeds meer auto's gekomen die op normale benzine met een lagere klopvastheid rijden, waarvoor minder toevoegingen nodig zijn. De vraag naar antiklopmiddelen kan daardoor afnemen. Klopvastheid zorgt ervoor dat een motor niet gaat pingelen.